# Příběh vojáka (Stravinskij)
Příběh vojáka (ve francouzském originále L'Histoire du soldat) je divadelní dílo premiérově uvedené v roce 1918, jehož autorem je ruský skladatel Igor Fjodorovič Stravinskij a švýcarský spisovatel Charles-Ferdinand Ramuz. Tento žánrově těžce zařaditelný kus pro tři herce, jednoho (nebo více) tanečníků a sedm nástrojů vznikl na motivy ruské lidové bajky ze sbírky Alexandra Afanasjeva.
Libreto Příběhu vojáka pojednává o vojákovi, který při návratu do své vsi nechá ďáblovi svoje housle výměnou za neomezené finanční prostředky. Hudba je určena pro septet, který je tvořen houslemi, kontrabasem, klarinetem, fagotem, kornetem (ten je často nahrazován trubkou), pozounem a perkusemi. Přibližně hodinový příběh je vyprávěn třemi herci: vojákem, ďáblem a vypravěčem, který také ztvární menší role vedlejších postav. Tanečník nebo tanečnice hraje nemluvící postavu princezny, možné však je přidat i další tanečníky.
Premiéra Příběhu vojáka proběhla 28. září 1918 v Lausanne pod taktovkou dirigenta Ernesta Ansermeta.